# Замглай (заказник)
«Замглай» — ландшафтный заказник общегосударственного значения. Расположен на территории болотистой системы в верхвье Замглая (приток Десны) в Репкинском районе около пгт Репки и Замглай и сёл Глиненка и Ловынь Черниговской области. Площадь — 4 428 га. Код (государственный кадастровый номер) — 5ВЖ0000Ж0004. Находится под контролем Репкинского и Замглайского поселковых советов. Входит в Днепровскую ключевую территорию региональной экосети Черниговской области.

## История
Заказник создан Указом Президента Украины от 4 ноября 2000 года № 1207/2000.

## Описание
В состав парка были включены такие земли:
- Репкинского поселкового совета площадью 1139 га
- Замглайского поселкового совета — 2275 га
- Ловынского сельсовета — 1 014 га

Распределение земель:
- леса площадью 1 839,4 га
  - в т.ч. лесная растительность и кустарники — 1 839,4 га
- болота — 1 374,6 га
- водоёмы — 660 га
- сенокосы — 227 га
- пастбища — 327 га

В состав заказника входят такие болота:
- Паристое
- Северный Замглай
- Центральный Замглай
- Южный Замглай

## Природа
Тут в Замглайской болотной системе сохранились в природном состоянии комплексы луго-болотной и водно-болотной растительности. Также в комплекс входят заболоченные леса, песчаные гряды и возвышенности, обводнённые карьеры (остатки деятельности Замглайского торфобрикетного завода). Является важным регулятором гидрологического режима прилегающих территорий. 

### Флора
Наибольшие площади заказника заняты эвтрофными болотами, среди которых распространены осоковые с осоками омской и ситцеобразной. Высокотравных болот мало, незначительные площади заняты кустарниковыми болотами с вербой пепельной (Salix cinerea) с примесями прочих верб: розмаринолистой (S. rosmarinifolia), чернеющей (S. myrsinifolia) и прочих редких: Штарке (S. starkeand) и черничная (S. myrtilloides), занесённые в Красную книгу Украины. Значительные популяции в заказнике образует берёза низкая (Betula humilis), тоже занесённая в Красную книгу. Она имеет тенденцию к распространению преимущественно в центральной части заказника.
Луга заказника разнообразны, среди которых распространены заболоченные и торфянистые, меньшие площади заняты настоящими. На лучных участках обнаружен ряд луго-болотных видов орхидейных: пальчатокоренник мясо-красный (Dactylorhiza incarnata) и пальчатокоренник пятнистый (D. maculata), приднепровский эндемик — ятрышник жилистый (Orchis nervulosa). Кроме тут произрастают валерьяна высокая (Valeriana exaltata), синюха голубая (Polemonium caeruleum), ирис сибирский (Iris sibirica). Очагами по массиву встречается реликтовый вид — ужовник обычный (Ophioglossum vulgatum). На участках луков, которые частично покрыты лесов, обнаружена любка двулистная (Platanthera bifolia), занесённая в Красную книгу Украины, а также колокольчики оленьи  (Campanula cervicaria).
Песчаные возвышения поросли булавоносцем сероватым (Corynephorus canescens). Тут произрастает реликтовый вид солнцецвет яйцевидный  (Helianthemum ovatum).

### Фауна
Тут встречаются цапля рыжая, цапля большая, аист чёрный, журавль серый, нырок белоглазый, коростель (дергач), осоед, змееяды, занесённые в Красную книгу Украины. На территории заказника произрастает 7 видов растений занесённых в Красную книгу Украины, а также ряд реликтовых растений.